# Psiloderces septentrionalis
Espèce
Psiloderces septentrionalis est une espèce d'araignées aranéomorphes de la famille des Psilodercidae.

## Distribution
Cette espèce est endémique de Thaïlande. Elle se rencontre dans la grotte Tham Pla et sur le Doi Inthanon dans la province de Chiang Mai et dans la grotte Tham Ku Kan dans la province de Chiang Rai.

## Description
La carapace du mâle holotype mesure 0,9 mm de long sur 0,8 mm et l'abdomen 1,2 mm de long et la carapace de la femelle paratype mesure 0,9 mm de long sur 0,8 mm et l'abdomen 1,1 mm de long.

## Publication originale
- Deeleman-Reinhold, 1995 : The Ochyroceratidae of the Indo-Pacific region (Araneae). The Raffles Bulletin of Zoology Supplement, no 2, p. 1-103 (texte intégral).